# Eerste Kamerverkiezingen 1952
De Eerste Kamerverkiezingen 1952 waren tussentijdse Nederlandse verkiezingen voor de Eerste Kamer der Staten-Generaal. Zij vonden plaats op 26 juni 1952.
De verkiezing was noodzakelijk geworden door de ontbinding van de Eerste Kamer, nadat een voorstel tot Grondwetsherziening in eerste lezing door Tweede Kamer en Eerste Kamer aangenomen was. Bij deze verkiezingen kozen de leden van Provinciale Staten - die op 26 april 1950 bij de Statenverkiezingen gekozen waren - in vier kiesgroepen een geheel nieuwe Eerste Kamer.
De door de leden van Provinciale Staten uitgebrachte stemmen hadden niet alle dezelfde waarde; zij werden gewogen aan de hand van de bevolkingscijfers van de provincies. 
De uitslag van de verkiezingen was als volgt:
| Partij                                  | Zetels | Zetels | +/− | Zetelverdeling naar kiesgroep | Zetelverdeling naar kiesgroep | Zetelverdeling naar kiesgroep | Zetelverdeling naar kiesgroep |
| Partij                                  | 1951   | 1952   | +/− | I                             | II                            | III                           | IV                            |
| --------------------------------------- | ------ | ------ | --- | ----------------------------- | ----------------------------- | ----------------------------- | ----------------------------- |
| Katholieke Volkspartij                  | 16     | 17     | +1  | 9                             | 3                             | 3 (+1)                        | 2                             |
| Partij van de Arbeid                    | 14     | 14     | 0   | 2                             | 4                             | 4                             | 4                             |
| Anti-Revolutionaire Partij              | 7      | 7      | 0   | 1                             | 2                             | 2                             | 2                             |
| Christelijk-Historische Unie            | 6      | 6      | 0   | 1                             | 2                             | 1                             | 2                             |
| Volkspartij voor Vrijheid en Democratie | 4      | 4      | 0   | 0                             | 2                             | 1                             | 1                             |
| Communistische Partij van Nederland     | 3      | 2      | −1  | 0                             | 0                             | 1 (−1)                        | 1                             |
| Totaal                                  | 50     | 50     | 0   | 13                            | 13                            | 12                            | 12                            |

## Gekozenen
Bij deze verkiezingen waren alle 50 leden aftredend, van wie 40 herkozen werden.
Onderstaand volgen enkele bijzonderheden:
- Jaap Brandenburg werd gekozen op de lijst van de CPN in de kiesgroepen III en IV; hij gaf de voorkeur aan de benoeming in kiesgroep III. In kiesgroep IV werd vervolgens Cor Geugjes benoemd verklaard.

- Piet Lieftinck, gekozen op de lijst van de PvdA in kiesgroep III, nam zijn benoeming niet aan vanwege zijn benoeming per 1 juli 1952 in een functie bij de Wereldbank. In zijn plaats werd Jan van Tilburg benoemd verklaard.

*1850 · 1853 · 1856 · 1859 · 1862 · 1865 · 1868 · 1871 · 1874 · 1877 · 1880 · 1883 · *1884 · 1887 (I) · *1887 (II) · *1888 · 1890 · 1893 · 1896 · 1899 · 1902 · *1904 · 1907 · 1910 · 1913 · 1916 · *1917 · 1919 · *1922 · *1923 · 1926 · 1929 · 1932 · 1935 · *1937 · *1946 · *1948 · 1951 · *1952 · 1955 · *1956 (I) · *1956 (II) · 1960 · *1963 · 1966 · 1969 · *1971 · 1974 · 1977 · 1980 · *1981 · *1983 · *1986 · 1987 · 1991 · 1995 · 1999 · 2003 · 2007 · 2011 · 2015 · 2019 · 2023

* algemene verkiezingen in verband met vervroegde ontbinding van de Eerste Kamer

vanaf 1987 bedraagt de vaste zittingstermijn van de Eerste Kamer vier jaar